# Ута Фромматер
Ута Фромматер (нім. Uta Frommater, 12 грудня 1948) — німецька плавчиня.
Бронзова медалістка Олімпійських Ігор 1968 року.